# I misteri di Brokenwood
I misteri di Brokenwood (The Brokenwood Mysteries), è una serie televisiva neozelandese di genere poliziesco che è stata trasmessa dal 28 settembre 2014 al 1º dicembre 2019 su Prime. Dalla settima stagione la serie viene distribuita sul servizio streaming britannico Acorn TV.
La serie è ambientata nella fittizia città neozelandese di Brokenwood. Tim Balme ha ideato la serie ed è lo sceneggiatore principale con Philip Dalkin, James Griffin e Greg McGee.
In Italia, la serie va in onda su Giallo dall'11 aprile 2016.
Il cast include Neill Rea nel ruolo del sergente maggiore Mike Shepherd, Fern Sutherland nel ruolo del detective Kristin Sims, Pana Hema Taylor nel ruolo di Jared Morehu, il vicino Maori di Shepherd, Nic Sampson nel ruolo del detective Sam Breen e Cristina Ionda nel ruolo della dottoressa Gina Kadinsky.
Nic Sampson, l'attore che interpretava Breen, ha lasciato la serie per tornare nel Regno Unito. Il suo personaggio è stato sostituito dall'attore Jarod Rawiri che interpreta il detective Daniel Chalmers, introdotto nel secondo episodio della settima stagione.

## Trama
La serie è ambientata a Brokenwood, una fittizia cittadina rurale della Nuova Zelanda di circa 5 000 abitanti, situata a pochi chilometri dalla costa e che presenta tutti gli archetipi della placida comunità ristretta in cui tutti si conoscono. Quando viene commesso un crimine, come un omicidio, la piccola comunità ne viene scombussolata. In questo scenario è necessario l’intervento del detective Mike Shepherd (giunto appositamente dall'esterno) e della collega Kristin Sims. I due investigatori devono addentrarsi nelle dinamiche familiari e nelle regole non scritte che governano gli equilibri della comunità, per risolvere i casi che si prospettano di volta in volta.

## Episodi
| Stagione         | Episodi | Prima TV Nuova Zelanda | Prima TV Italia |
| ---------------- | ------- | ---------------------- | --------------- |
| Prima stagione   | 4       | 2014                   | 2016            |
| Seconda stagione | 4       | 2015                   | 2016            |
| Terza stagione   | 4       | 2016                   | 2017            |
| Quarta stagione  | 4       | 2017                   | 2018            |
| Quinta stagione  | 4       | 2018                   | 2018-2019       |
| Sesta stagione   | 4       | 2019                   | 2020            |
| Settima stagione | 6       | 2021                   | 2021            |
| Ottava stagione  | 6       | 2022                   | 2022            |
| Nona stagione    | 6       | 2023                   | 2023            |
| Decima stagione  | 6       | 2024                   | 2024            |

## Produzione

### Sviluppo
NZ on Air ha approvato un finanziamento di NZ$4,3 milioni per la prima stagione, NZ$4 milioni per la seconda stagione e NZ$4,1 milioni per la terza stagione.

### Rinnovi
Nel dicembre 2014, è stato confermato che I misteri di Brokenwood sarebbe tornato per una seconda stagione di quattro episodi, trasmessa nel 2015. Una quarta stagione è stata annunciata il 12 dicembre 2016, ed è andata in onda dal 29 ottobre al 19 novembre 2017. La serie è stata rinnovata per una quinta stagione nel 2017, e per una sesta stagione nel dicembre 2018. Il 18 settembre 2020 è stato annunciato che la serie sarebbe tornata anche per una settima stagione, questa volta sul canale TVNZ 1 e con sei episodi invece dei soliti quattro.

## Luoghi delle riprese
La serie viene girata nella grande regione dell'Auckland.

## Accoglienza
Le recensioni della critica sono state miste. Molti critici sono rimasti colpiti dalla trama, ma si sono lamentati dei dialoghi. Alcuni hanno criticato la durata di due ore di ogni puntata, che include le pubblicità, troppo lunghe per una serie televisiva. Inoltre presenta alcuni “errori” che non possono sfuggire a esperti del settore, manca una contestualizzazione significativa a livello socioculturale, a fronte di una ambientazione suggestiva e di una colonna sonora piacevolissima.

## Colonna sonora
La colonna sonora è firmata da alcuni dei migliori artisti folk neozelandesi, tra cui Tami Neilson, Delaney Davidson, Mel Parsons, The Harbour Union.

## Curiosità
L'auto di Shepherd è una Holden Kingswood del 1971 (serie HG). Ha un lettore di cassette per i suoi brani preferiti di musica country.